# Marbella

- Situation de Marbella.

Marbella est une ville d'Espagne, de la province de Malaga, située dans la communauté autonome d'Andalousie. C'est une station balnéaire située sur la côte méditerranéenne de l'Andalousie, à 57 kilomètres au sud-ouest de la ville de Malaga et à 100 kilomètres au nord-est du détroit de Gibraltar. Située sur la Costa del Sol, c’est un centre d’attraction pour le tourisme international, principalement grâce à son climat et à ses infrastructures touristiques.

## Histoire
Des vestiges du néolithique et du paléolithique témoignent d'une présence humaine à Marbella dès la préhistoire. Successivement occupée par de nombreuses civilisations, la ville est probablement fondée et longtemps administrée par les Romains. Elle est par la suite longtemps dominée par les Maures, qui en construisent les forteresses, jusqu'à ce qu'elle soit définitivement rattachée au Royaume d'Espagne en 1485, pendant la guerre de Grenade,.   
Au XIXe siècle, Marbella est une ville minière importante, redevenant ensuite un village de pêcheurs. La ville devient une station balnéaire dans la seconde partie du XXe siècle. En 1954, le prince Alfonso de Hohenlohe-Langenbourg créé en effet le Marbella Club Hotel, un lieu de villégiature à l'esprit « pension de famille » qui tranche avec le luxe habituel des palaces de l'époque et devient bientôt prisé par des aristocrates et des personnalités. En 1970 est créée une marina de luxe, Puerto Banús.
Marbella se démode cependant à partir des années 1990, en lien avec de nombreux scandales de corruption du personnel politique local et du fait que la ville est devenue un repaire de mafieux, prostituées et trafiquants d'armes, dont Adnan Khashoggi. Peu avant 2000, des rumeurs de faillite de la ville circulent. Bien desservie par les aéroports, la station connaît une nouvelle période de succès dans les années 2010, bénéficiant notamment d'une baisse de fréquentation touristique des pays arabes du pourtour méditerranéen, touchés par le terrorisme. La ville compte aussi de nombreux concerts, festivals et musées, ainsi que des vestiges archéologiques datant de l'Empire romain et de l'époque wisigothe et musulmane.

## Géographie

### Municipalités environnantes
| Benahavís        | Benahavís, Istán et Ojén | Ojén             |
| Estepona         | Marbella                 | Mijas            |
| Mer Méditerranée | Mer Méditerranée         | Mer Méditerranée |

### Groupes de populations
Le territoire communal de Marbella est composé de deux groupes de populations : Marbella et San Pedro de Alcántara. Le reste de la population se trouve dans d'autres zones urbaines, entre autres Nueva Andalucía et Las Chapas.

### Communications
- Par route : route N-340, Autoroute Méditerranéenne (AP-7) et route à quatre voies de la Costa del Sol (A-7). On peut aussi accéder par la route touristique A-397 de Ronda, où l'on peut admirer le paysage et les villages typiques andalous.
- Par avion : l'aéroport le plus proche est l'aéroport international de Malaga, situé à 45 kilomètres.
- Par train : la station la plus proche est celle de Fuengirola, à 27 kilomètres.

La ville est desservie par des autobus reliant les villes de Malaga et Algésiras. Il existe aussi une ligne d'autobus qui dessert l'aéroport de Malaga.

### Climat
Le climat de Marbella est méditerranéen. L'été est chaud et sec. En journée, les températures sont de 30 °C en moyenne, et la nuit elles sont toujours supérieures à 20 °C. Les températures de l'hiver sont relativement douces en journée (environ 15 °C) et 7 °C la nuit. La température moyenne annuelle est d'environ 18 °C. Les précipitations sont rares (environ 500 mm par an en moyenne) mais intenses lorsqu'elles surviennent. Le vent de Poniente, qui provient du détroit de Gibraltar, peut souffler régulièrement par rafales.  
| Mois                                | jan. | fév. | mars | avril | mai  | juin | jui. | août | sep. | oct. | nov. | déc. | année |
| ----------------------------------- | ---- | ---- | ---- | ----- | ---- | ---- | ---- | ---- | ---- | ---- | ---- | ---- | ----- |
| Température minimale moyenne (°C)   | 7,3  | 7,9  | 9    | 10,4  | 13,4 | 17,1 | 19,7 | 20,5 | 18,2 | 14,3 | 10,8 | 8,4  | 13    |
| Température moyenne (°C)            | 12   | 12,8 | 14,1 | 15,6  | 18,7 | 22,2 | 24,8 | 25,4 | 23,1 | 19   | 15,4 | 12,9 | 18    |
| Température maximale moyenne (°C)   | 16,6 | 17,7 | 19,1 | 21    | 23,8 | 27,3 | 29,9 | 30,3 | 27,9 | 23,7 | 20   | 17,4 | 23    |
| Précipitations (mm)                 | 81   | 55   | 49   | 41    | 25   | 12   | 2    | 6    | 16   | 56   | 95   | 88   | 526   |
| Nombre de jours avec précipitations | 8    | 6    | 6    | 7     | 5    | 2    | 1    | 1    | 2    | 6    | 7    | 8    |       |

## Monuments
- Musée municipal des archéologies de Lots
- Hôpital Bazán, et son Musée Espagnol Contemporain de Grabado
- Hôpital Costa del Sol
- Église du Saint Christ (Santo Cristo de la Vera Cruz)
- Fort de San Luís
- Muralla urbana
- Promenade de la Alameda
- Avenue du front de Mer
- Jardin des plantes
- Ermitage du Calvaire
- Musée du Bonsaï
- Musée Ralli
- Villa Romaine de Río Verde
- Thermes romains de Guadalmina
- Basilique de Vega del Mar
- Mosquée du Roi Abdelaziz
- Plage de la Bajadilla
- Plage del Fuerte
- Plage de la Fontanilla
- Plage de Calahonda
- Le port du centre-ville[4]
- Puerto Banús

## Politique et administration

### Conseil municipal
La ville de Marbella comptait 141 463 habitants aux élections municipales du 26 mai 2019. Son conseil municipal (en espagnol : Pleno del Ayuntamiento) se compose de 27 élus.
Entre 1979 et 1991, la ville a été dirigée par le Parti socialiste ouvrier espagnol, après quoi elle est devenue le fief de l'homme d'affaires Jesús Gil. Entre 2006 et 2007, la mairie est dirigée par une délégation spéciale, désignée par la députation provinciale. Depuis, la commune est régie par le Parti populaire.

### Maires
| Mandat    | Maire | Maire                                                              | Parti    | Majorité |
| --------- | ----- | ------------------------------------------------------------------ | -------- | -------- |
| 1979-1983 |       | Alfonso Cañas                                                      | PSOE     | 6 / 25   |
| 1983-1987 |       | José Luis Rodríguez Sánchez                                        | PSOE     | 16 / 25  |
| 1987-1991 |       | Alfonso Cañas Francisco Parra (1989)                               | PSOE     | 8 / 25   |
| 1991-1995 |       | Jesús Gil                                                          | GIL (es) | 19 / 25  |
| 1995-1999 |       | Jesús Gil                                                          | GIL (es) | 19 / 25  |
| 1999-2003 |       | Jesús Gil Julián Muñoz                                             | GIL (es) | 15 / 25  |
| 2003-2007 |       | Julián Muñoz Marisol Yagüe (08/2003) Tomás Reñones e.f. (03/2006)  | GIL (es) | 15 / 27  |
| 2003-2007 |       | Diego Martín Reyes (04/2006) (Président de la délégation spéciale) | PSOE     | –        |
| 2007-2011 |       | Ángeles Muñoz                                                      | PP       | 16 / 27  |
| 2011-2015 |       | Ángeles Muñoz                                                      | PP       | 15 / 27  |
| 2015-2019 |       | José Bernal Gutiérrez                                              | PSOE     | 8 / 27   |
| 2015-2019 |       | Ángeles Muñoz (2017)                                               | PP       | 13 / 27  |
| 2019-2023 |       | Ángeles Muñoz                                                      | PP       | 14 / 27  |
| 2023-2027 |       | Ángeles Muñoz                                                      | PP       | 14 / 27  |

## Jumelages
- Nevers (France)
- Reading (Berkshire) (Royaume-Uni)
- Dar Bouazza (Maroc)
- Playa del Carmen (Mexique)

## Personnalités
- L'actrice Deborah Kerr résida logtemps à Marbela avec son second mari Peter Viertel. Ce dernier y mourut en 2007.

## Galerie

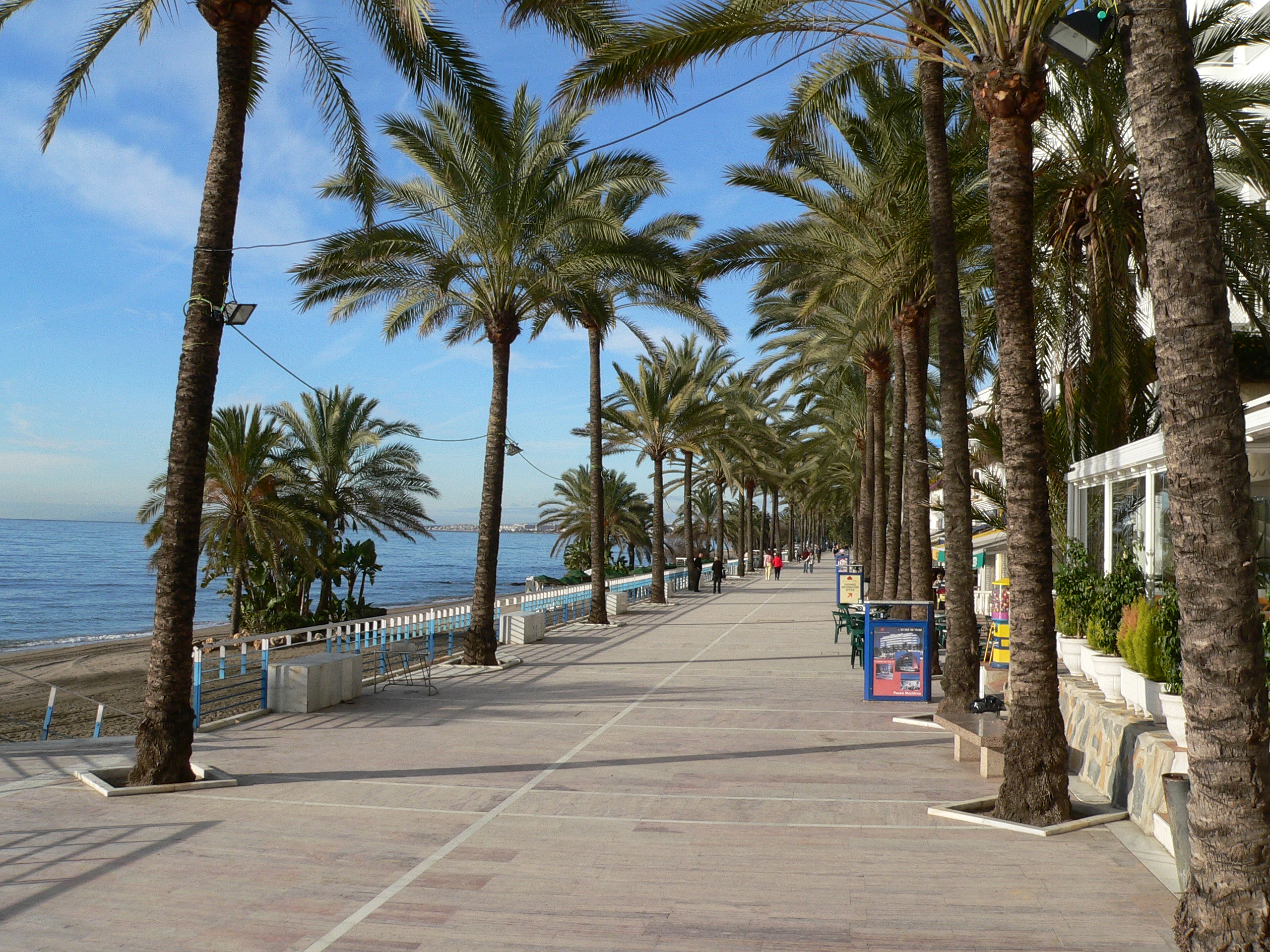
Front de mer à Marbella.
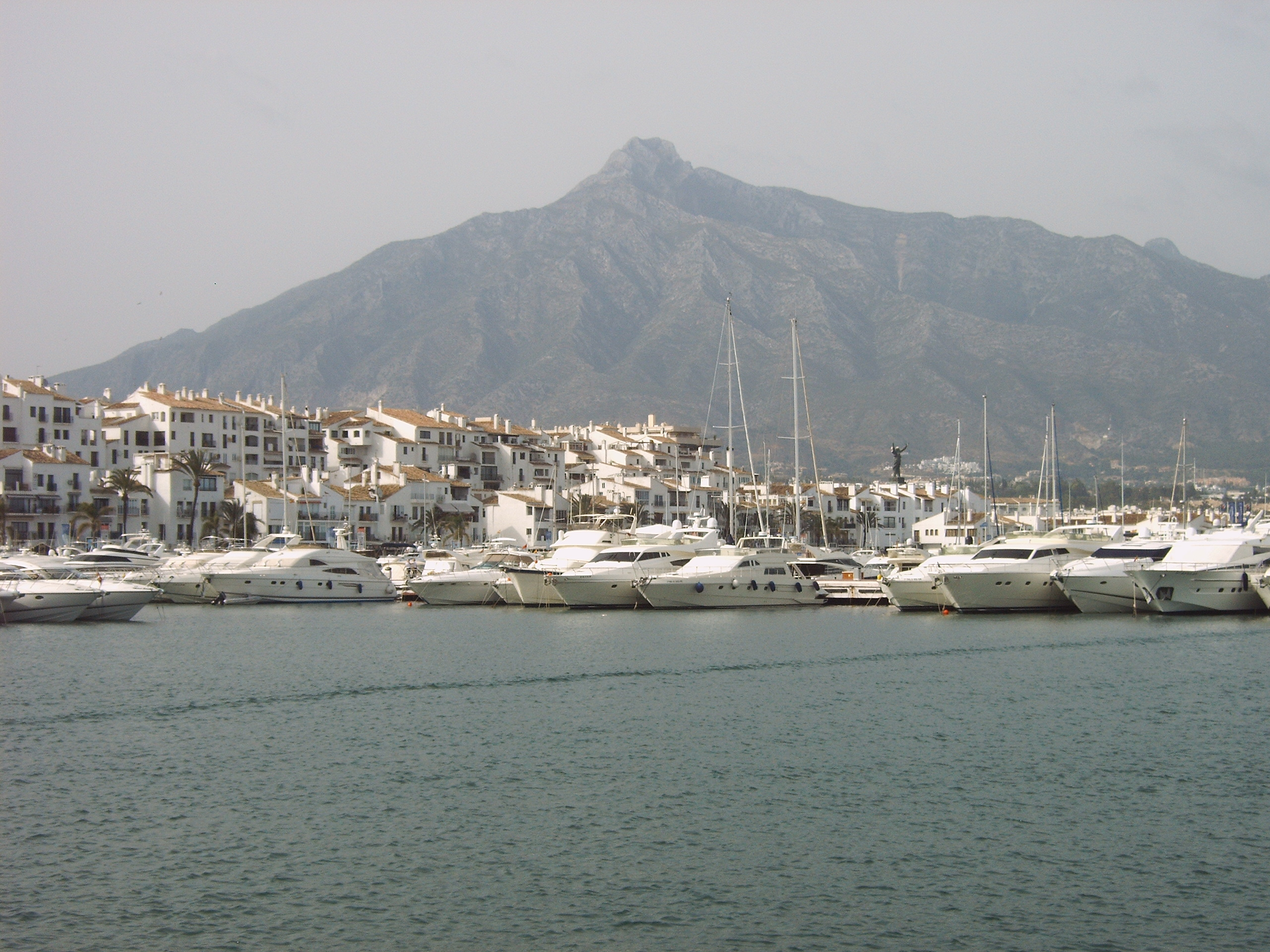
Puerto Banús.
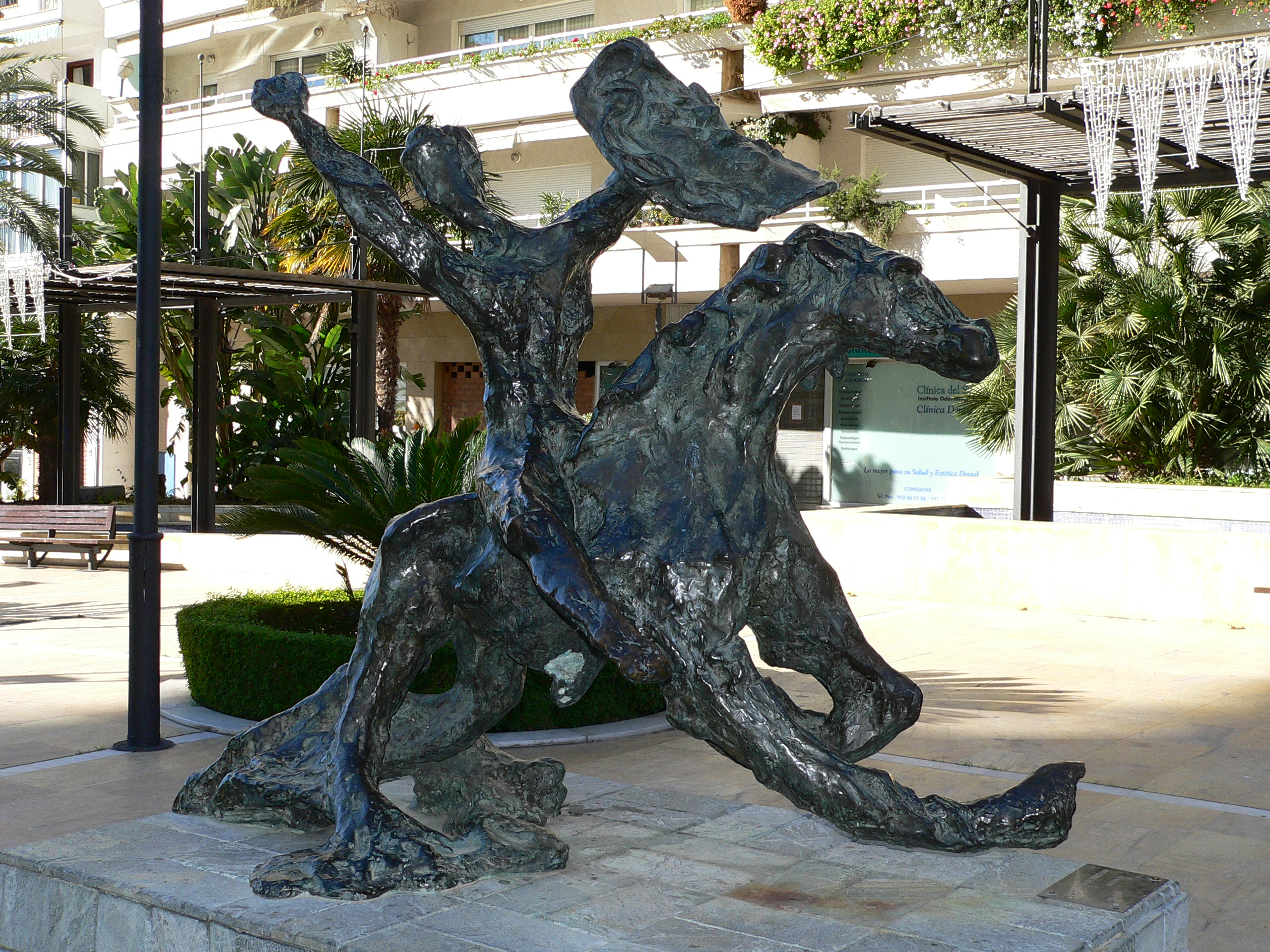
Sculpture de Salvador Dalí.
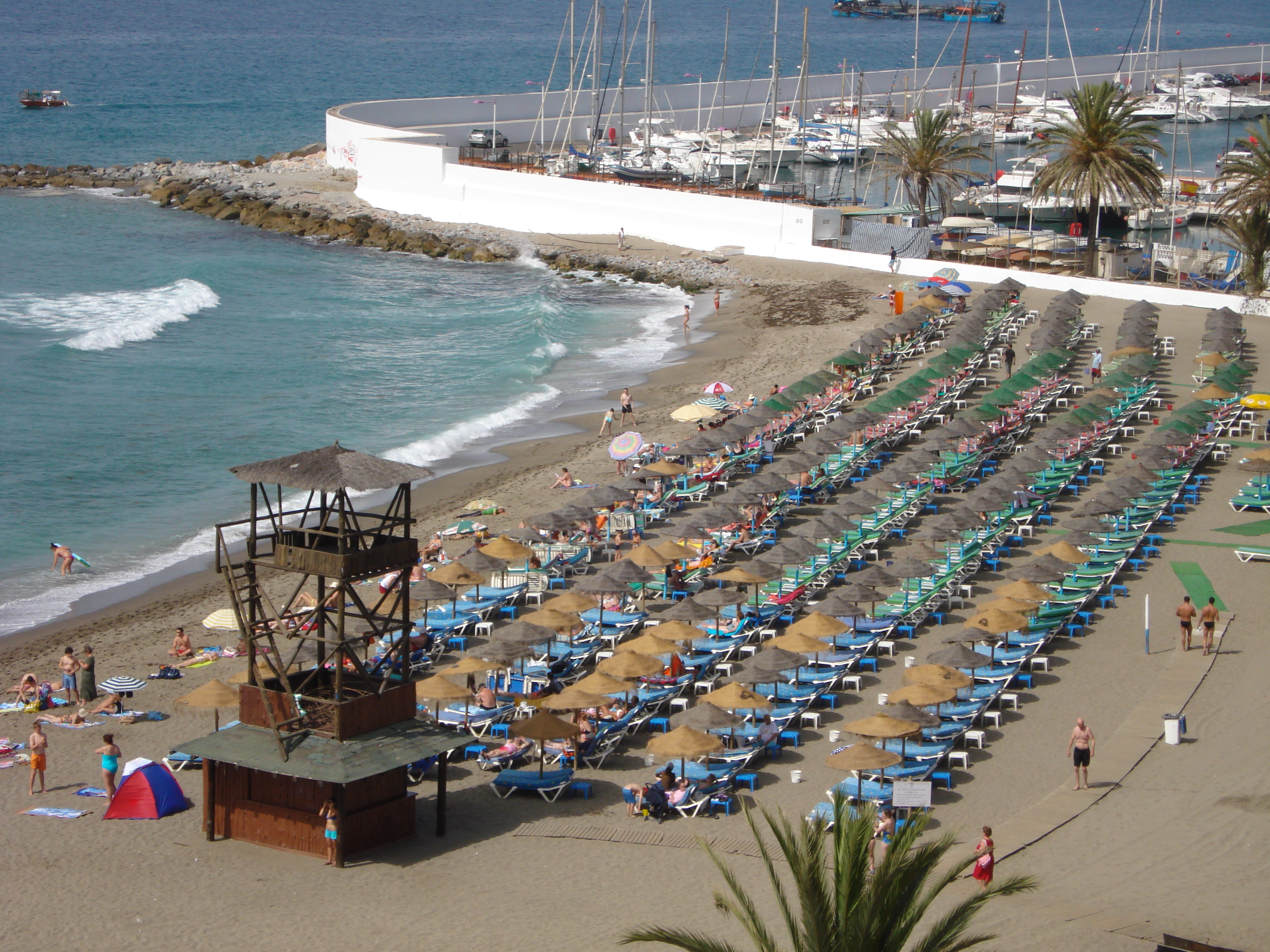
Plage de Marbella.
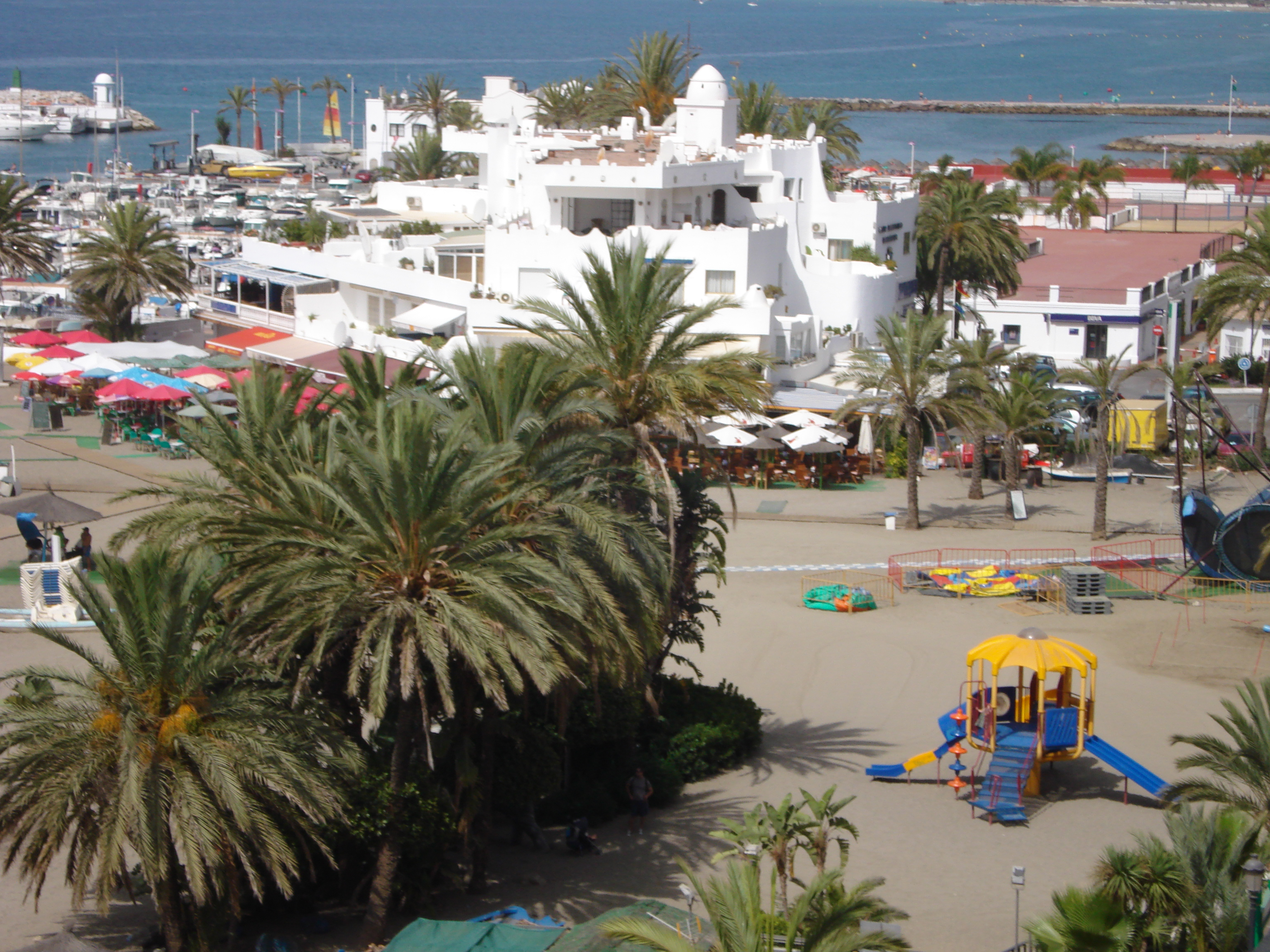
Marina de Marbella.
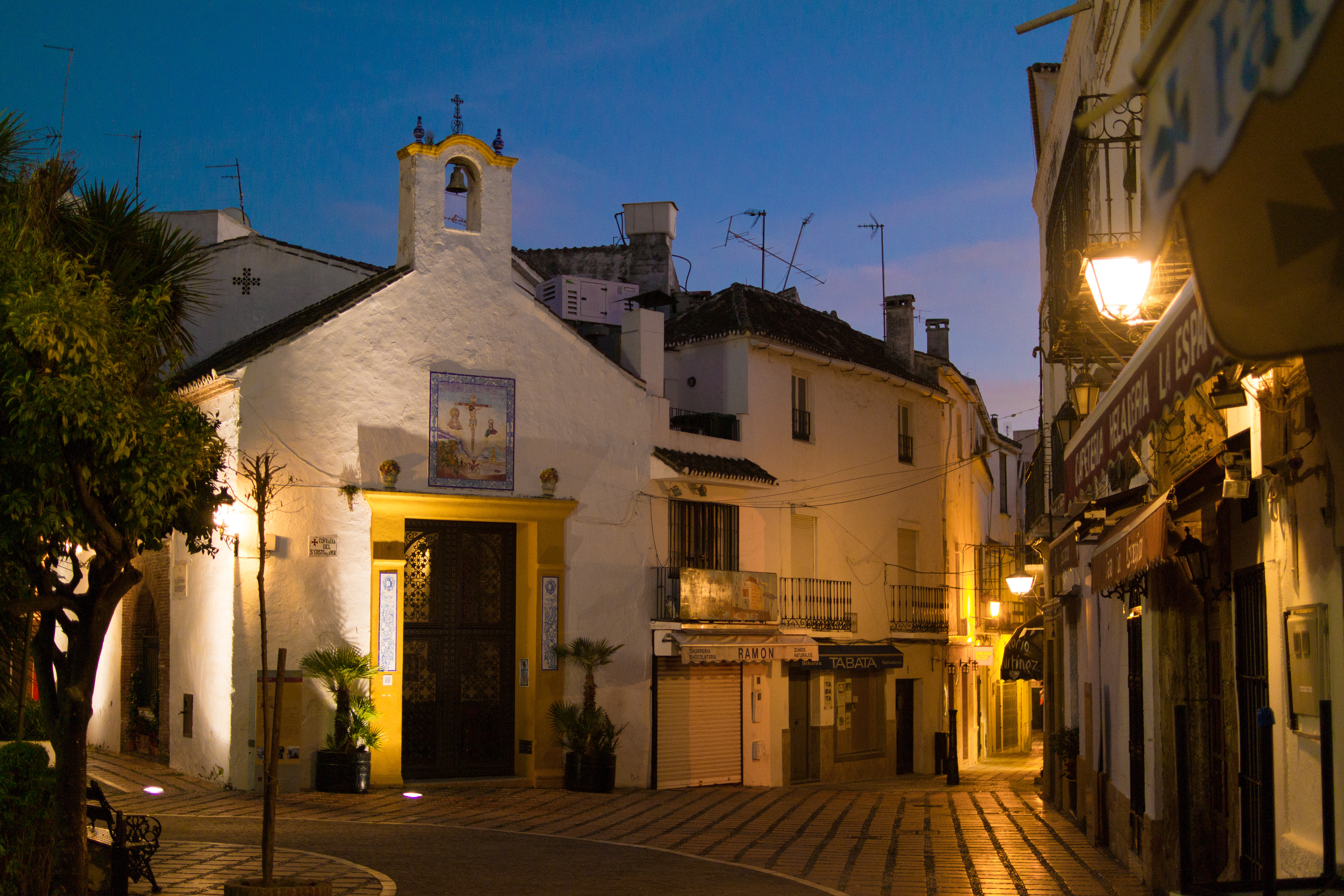
La place de Los Naranjos.